# Дом на улице Джанаева, 23
Дом на улице Джанаева, 23 — памятник архитектуры и градостроительства во Владикавказе, Северная Осетия. Объект культурного наследия России регионального значения и культурного наследия Северной Осетии. Находится в исторической части города на улице Джанаева, д. 23.
Двухэтажный дом на Базарной улице построен в 1895 году. В этом здании 27 — 29 октября 1920 года проходило Краевое совещание коммунистических организаций Дона и Кавказа. На этом собрании обсуждался вопрос о формах государственного самоопределения горцев в рамках вышедшего 14 октября 1920 года решения ЦК РКП(б) о государственности горских народов в качестве советской автономии. На этом совещании выступил Серго Орджоникидзе с докладом «О политическом положении Северного Кавказа и Дона». Участники совещания поддержали идею о создании автономной республики горских народов. 17 ноября 1920 года на I съезде народов Терека во Владикавказе в здании современного русского театра имени Вахтангова была провозглашена Горская автономная социалистическая советская республика.
До 1969 года в здании находился учебный корпус Орджоникидзевского финансового техникума. 20 мая 1969 года здание было передано Центральным курсам повышения квалификации работникам Госстраха СССР.